# Barajas (Madrid)

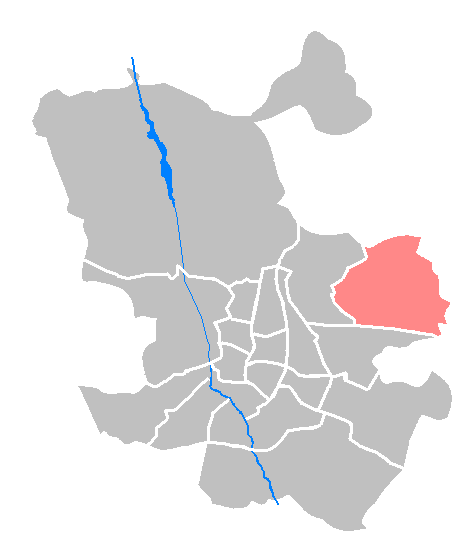
Lage Barajas in der Hauptstadt Madrid

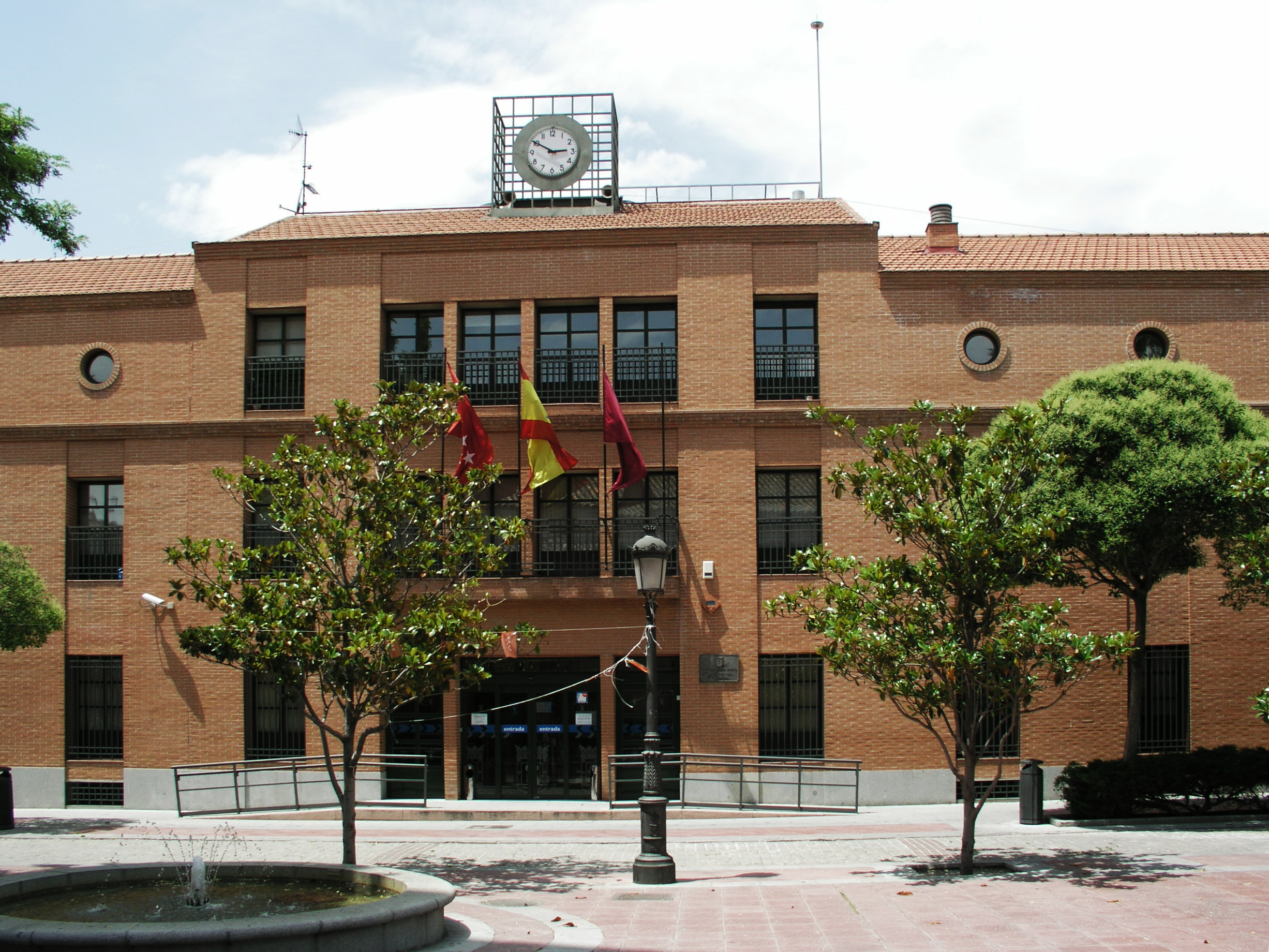
Stadtverwaltung Barajas

Barajas ist ein Stadtbezirk im Osten Madrids, der Hauptstadt von Spanien. Er hat 43.423 Einwohner und besteht verwaltungstechnisch aus den Vierteln Alameda de Osuna, Aeropuerto, Casco Histórico de Barajas, Timón (Barajas) und Corralejos. Der Stadtbezirk Barajas wurde per Dekret von 18. November 1949 in die Verwaltung von Madrid eingegliedert, bis zur Umstrukturierung war Barajas ein Teil des Distrito de Hortaleza.

## Namensherkunft
Der heutige Name Barajas ist in seiner Herkunft umstritten; obwohl die Gründung von Barajas römischem Ursprung zugeschrieben wird, stammt der Name eindeutig vom arabischen Begriff „bar-Axa“, das in Arabisch für „Tochter Axa“ (Bar Axa, id est filius Axe) steht. In der Schrift Relaciones histórico-geográficas de los pueblos de España wird der Ort im Jahre 1575 erstmals mit „Baraxas“ verzeichnet.

## Sehenswertes
In Barajas befindet sich eines der wenigen Relikte der spanischen militärischen Architektur des 15. Jahrhunderts.
- Das Castillo de la Alameda auch bekannt unter den Namen Castillo de Barajas oder auch Castillo de los Zapata wird heute nach einer aufwendigen Restaurierung als Museum (Museo del Yacimiento Arqueológico)[3] genutzt. Unter dem Bau und in der unmittelbaren Umgebung existieren Reste antiker Siedlungen aus der Bronzezeit (1500 v. Chr.) bis in die Römerzeit (ersten Jahrhundert n. Chr.). Heute gehört das Museum zum System museosdemadrid.
- Parque de El Capricho, eine 14 Hektar Schloss- und Parkanlage.
- Der internationale Flughafen Madrids, liegt im Nordosten des Stadtbezirkes und ist mit der Metro zu erreichen.

## Stadtfeste
- Erste Septemberwoche jedes Jahres: Virgen de la Soledad